# Ruth Gibson
Ruth Gibson é uma atriz britânica. Ficou responsável por emprestar a voz para a personagem Little My na versão em inglês do filme de animação Moomins on the Riviera. Também dublou Sabrina Glevissig na série Wiedźmin.